# Med segersång, i tro på Gud
Med segersång, i tro på Gud är en psalm med text skriven 1930 av John Emil Hjelm och musik av Ira David Sankey.

## Publicerad i
- Segertoner 1988 som nr 429 under rubriken "Den kristna gemenskapen - Vittnesbörd - tjänst - mission".[1]